# Baba Hady Thiam
Pour les articles homonymes, voir Thiam.
Baba Hady Thiam, né le 4 décembre 1985 à Conakry (Guinée) est un avocat franco-guinéen.
Avocat aux barreaux de Paris et de Guinée, il est l'un des fondateurs du cabinet d’avocats Thiam & Associés.

## Biographie

### Formation
Baba Hady Thiam naît le 4 décembre 1985 dans la capitale guinéenne, Conakry. Il effectue l'ensemble de son parcours préuniversitaire en Guinée, d'abord à l'école primaire et au collège de Nongo Unité, puis au lycée Saint-Georges de Conakry, où il obtient son baccalauréat en 2003.
Après l'obtention de son baccalauréat, il poursuit ses études à l'Université Hassan-Ier au Maroc. Il continue son cursus en France, obtenant successivement un master 1 en droit des affaires à l’Université Bordeaux-IV, suivi un master 2 en droit des affaires et fiscalité à l’Université Paris II Panthéon-Assas ainsi qu'un master 2 en droit bancaire et financier et un master en droit public à l’Université Paris I Panthéon-Sorbonne,. Par la suite, il intègre l’École de formation professionnelle des barreaux de la cour d’appel de Paris, ce qui lui permet de prêter serment et d'exercer en tant qu'avocat au barreau de Paris,.
En 2021, il obtient un Certificate of Leadership Program de Harvard Law School, puis un master en administration publique de l'Université Harvard en 2024[réf. souhaitée].

### Carrière professionnelle
Baba Hady Thiam commence sa carrière  d'avocat en 2011 au sein du bureau parisien Gide Loyrette Nouel. Il y exerce jusqu'en 2014 avant de rejoindre le bureau parisien du cabinet américain Dechert LLP, qu’il quitte en janvier 2017 pour fonder le cabinet Thiam & Associés,,.
Inscrit aux barreaux de Guinée et de Paris, il est spécialisé en droit des sociétés, en contentieux et en financement de projets, avec une expertise particulière dans les secteurs des mines, des ressources naturelles et des infrastructures, principalement en Afrique francophone et dans la zone OHADA,.
Il intervient activement dans le mégaprojet minier Simandou en tant qu'avocat représentant Baowu en Guinée, aux côtés de Hogan Lovells. Il a notamment participé aux négociations relatives aux accords d’investissement, aux pactes d’actionnaires, aux documents de projet relatifs à l’exploitation des blocs 1 et 2, ainsi qu’au développement des infrastructures ferroviaires et portuaires,,,.
Baba Hady Thiam est également le cofondateur et ancien président du Guinean Young Professionals’ Club. Sous sa présidence, le club a organisé deux conférences annuelles en 2017 et 2018 qui avaient pour but de répondre aux problématiques d'investissement local et d'industrie en Guinée,. Il est aussi à l'origine de la création de Citoyens Concernés, un collectif de guinéens établis à travers le monde et évoluant dans différents secteurs d'activité qui ont pour but d'œuvrer au dynamisme et à l'intégration de la société guinéenne.

## Distinctions
Depuis 2017, Baba Hady Thiam est classé parmi les avocats les plus influents d'Afrique francophone par le magazine Jeune Afrique,. En décembre 2021, il est désigné « meilleur avocat d'affaires de l'année » par le magazine Financial Afrik. En 2024, il est désigné avocat de l’année dans la catégorie « Deal de l’année » par Africa Business+, média de Jeune Afrique Media Group, pour son rôle dans le projet Simandou.